# Хосё (авианосец)
Хосё (яп. 鳳翔 летящий феникс) — лёгкий авианосец японского императорского флота.
Проект авианесущего корабля был разработан в 1918—1919 годах под руководством инженеров Ясудзи Тадзи и Тэйдзи Каваи, его постройка была осуществлена в 1920—1922 годах совместно верфью «Асано» в Цуруми и Арсеналом флота в Йокосуке. Вступив в строй 27 декабря 1922 года, «Хосё» стал первым в мире авианосцем специальной постройки, на полгода опередив заложенный ранее в Великобритании аналогичный «Гермес».
Особенностями конструкции «Хосё» были корпус с крейсерскими обводами, сплошная полётная палуба и поворотные дымовые трубы (механизм поворота позже демонтирован при модернизации), а также островная надстройка, размещённая с правого борта. В отличие от «Гермеса», «Хосё» имел два раздельных ангара для истребителей и бомбардировщиков на разных палубах, что затем стало основным недостатком проекта.
Первая посадка на палубу «Хосё» была выполнена 22 февраля 1923 года, а испытания авиационного оборудования и отработка применения палубных самолётов продолжались вплоть до 1925 года. Переделки в ходе этого привели к превращению корабля в гладкопалубный авианосец. В 1932 в ходе Шанхайского инцидента и в 1937 в ходе начального этапа войны с Китаем авиаотряд «Хосё» активно использовался для нанесения ударов по наземным целям и ведения воздушных боёв с гоминьдановской авиацией. Авианосец был повреждён в ходе инцидента с Четвёртым флотом 26 сентября 1935 года и после этого прошёл крупную модернизацию в 1935—1936 годах. В 1939 году в связи с моральным устареванием было принято решение об использовании его в качестве учебного для подготовки пилотов палубной авиации. В этом качестве он прослужил всю Вторую мировую войну, дополнительно перестраиваясь для этих целей в 1944 году. После капитуляции Японии «Хосё» некоторое время использовался в службе репатриации, перевезя около 40 тысяч человек, после чего в 1946—1947 годах был разделан на металл в Осаке.

## Разработка проекта и строительство
Вместе с первым опытом успешного применения гидросамолётов с «Вакамии-мару» в ходе осады Циндао в начале Первой мировой войны осенью 1914 года были осознаны и серьёзные недостатки авианесущих кораблей такого типа. Как в написанном по горячим следам в начале 1915 года рапорте капитана 3-го ранга Ёдзо Канэко, так и в более позднем рапорте капитана 3-го ранга Торао Кувахары, служившего на «Вакамии» осенью 1916 года, отмечались зависимость взлётно-посадочных операций от погоды и волнения моря, большое время на спуск и подъём авиагруппы с воды. Ими было высказано мнение, что флоту нужны корабли, способные осуществлять взлёт и посадку колёсных самолётов. Подтвердили выводы Канэко и Кувахары и описывающие боевое применение гидросамолётов в Европе рапорты находившихся в Великобритании японских морских офицеров. В результате Морской Генеральный Штаб (МГШ) включил авианесущий корабль в новую судостроительную программу «8–6», принятую на 40-й сессии японского парламента и утверждённую императором 22 марта 1918 года. Поскольку термина «авианосец» официально ещё не было, он проводился как один из шести кораблей вспомогательного и специального назначения (обозначались общим термином «токумукан», пять остальных построены как флотские танкеры типа «Сирэтоко»), на него выделялось 1,2 млн иен в 1918 финансовом году.
Разработкой эскизного проекта занималась группа инженеров в соответствующей секции Морского технического департамента (МТД) под руководством капитана 3-го ранга Ясудзи Тадзи и капитана 1-го ранга Тэйдзи Каваи. Чётких взглядов на устройство авианосцев тогда ещё не было, и прототипом разработчикам первоначально служила британская «Кампания», описание которой было прислано Кикуо Фудзимото. Соответственно, первый набросок проекта имел носовую взлётную палубу и, в соответствии с требованиями МГШ, ограниченное вооружение: 32 самолёта (16 бомбардировщиков, 8 разведчиков, 8 истребителей, плюс столько же резервных), четыре-восемь 140-мм орудий и четыре зенитки.
В 1918 году в готовящуюся программу «8–8» вошли два будущих авианосца («Сёкаку» и ещё один, оставшийся безымянным), и МГШ выдал требования к их проекту. В соответствиями с этими требованиями новые корабли во многом повторяли «Фьюриэс» и были архитектурно близки к гидроавиатранспортам. При водоизмещении 10 000 тонн они имели носовую взлётную палубу (длина — 69 метров, максимальная ширина — 18,3 м, наклон — 2°), надстройку и дымовые трубы в центральной части корпуса и ангар для больших торпедоносцев (которые должны были взлетать с воды) в корме. Авиагруппа должна была включать до 34 машин (плюс 14 резервных), оборонительное вооружение — восемь 140-мм и четыре 76-мм орудий. Максимальная скорость хода авианосцев по проекту составляла 30 узлов, дальность плавания — 8000 морских миль 12-узловым ходом, стоимость постройки в соответствии с требованиями МГШ — по 7 млн иен за единицу. В то же время находившийся в Великобритании Кувахара сообщил о посещении им в последние месяцы войны перестроенного из лайнера авианосца «Аргус», имеющего сплошную лётную палубу, а также об опытах с посадкой самолётов на модернизированный «Фьюриэс». Вместе с информацией от морского атташе Эйсукэ Ямамото о строящихся «Игле» и «Гермесе» это привело МГШ к изменению своих требований в апреле 1919 года. Новое техническое задание говорило об авианосце со сплошной лётной палубой, островной надстройкой и выведенными на борт дымовыми трубами. Выполненный в соответствии с ним эскизный проект будущего «Хосё» был закончен к декабрю 1919 года.
Первоначально «Хосё» должен был строиться Арсеналом флота в Йокосуке, однако распоряжением морского министра от 10 ноября постройка авианосца вплоть до спусковой стадии была возложена на судостроительную компанию «Асано» в Цуруми (ныне район города Иокогама), заказ ей выдали 30 марта 1920 года. Эта частная верфь была основана известным бизнесменом Соитиро Асано в 1917 году и введена в эксплуатацию годом позже. Исходно она предназначалась для постройки торговых судов, однако спрос на них резко упал после окончания Первой мировой войны, и её возможностями заинтересовались военные. Свою роль в выборе сыграла и близость верфи к Йокосуке, где находилась база морской авиации и завод по производству авиационного вооружения. Корпуса двух следующих авианосцев водоизмещением около 13 000 тонн также должны были строиться фирмой Асано.
Закладка «Хосё» в Цуруми состоялась 16 декабря 1920 года, церемония спуска на воду его корпуса — 13 ноября 1921 года. В тот же день он был официально переклассифицирован в авианосец. 10 января 1922 года «Хосё» был отбуксирован для достройки в Йокосуку, вместе с ним в Арсенал флота прибыли и 300 откомандированных компанией «Асано» рабочих. В начале февраля были установлены котлы, в апреле — турбозубчатые агрегаты, в мае — вооружение. Скорость работ на этом этапе замедлялась как за счёт продолжающихся переделок проекта (касающихся лётной палубы, надстройки, мачт и т. д.), так и за счёт позднего получения гироскопического успокоителя качки Сперри (прибыл только во второй половине марта) а также из-за невозможности использования 200-тонного плавучего крана в мае, поскольку он был задействован для замены орудий главного калибра на линкоре «Нагато». На предварительные испытания «Хосё» вышел в конце октября, тогда же состоялись артиллерийские стрельбы, приёмные же испытания прошли с 1 по 20 ноября, последнее испытание гироскопического успокоителя качки — 5 декабря. 27 декабря «Хосё» был передан флоту, став первым в мире авианосцем специальной постройки, на полгода раньше, чем заложенный ранее британский «Гермес».

## Конструкция

### Корпус и компоновка
«Хосё» был сравнительно небольшим кораблём, стандартное водоизмещение которого составляло 7470 тонн, а нормальное — 9494 тонн. Его корпус размеров 168,25×17,98 метров (общее число водонепроницаемых отсеков — 175) повторял по обводам крейсера программы «8+8», обладал такой же формой оконечностей и высоким соотношением длины к ширине — 9,47. Однако в конструкции двойного дна был применён открытый бракетный флор — запатентованная капитаном 3-го ранга Тадзи технология, предназначенная для обеспечения достаточной поперечной прочности при меньшем весе. Также в силу малых размеров корабля и необходимости выполнения им роли платформы для взлёта и посадки на него установили гироскопический успокоитель качки конструкции Сперри. Эта система размещалась в отсеке между котельными и машинными отделениями, из-за недостаточной подготовки персонала она в полной мере показала свои преимущества только через несколько лет.
Авианосец имел длинный полубак, над которым возвышался длинный передний ангар для самолётов, по его бокам — 8 спасательных шлюпок (6 с левого борта, 2 с правого), воздухозаборники котельных отделений и 140-мм орудия, корма была почти вся была занята задним ангаром. Над ними на всю длину корпуса проходила лётная палуба. На ней с правого борта у миделя находились верхушки трёх дымовых труб. Ближе к носу находилась островная надстройка, сходная по конструкции с использовавшейся на крейсерах типа «Тэнрю». Её компасный мостик накрывался навесом из парусины, выше находилась трёхногая мачта с платформами для двух прожекторов и 2,5-м дальномера. По исходному проекту, однако, мостик был открытым, а мачта простой однодревковой. Ещё ближе к носу размещался кран со складной стрелой, предназначенный для погрузки самолётов в передний ангар.

### Энергетическая установка
На «Хосё» устанавливались два турбозубчатых агрегата Парсонса мощностью по 15 000 л. с. (11,0 МВт, приводившие в движение два гребных винта. Агрегаты были смешанного типа, каждый из них включал в себя активную турбину высокого давления (ТВД) и реактивную низкого (ТНД), работавшие через редуктор на один вал. Суммарная мощность в 30 000 л. с. обеспечивала проектную скорость хода в 25 узлов. На ходовых испытаниях же 30 ноября 1922 года в районе Татэямы при мощности машин 31 117 л. с. «Хосё» развил 26,66 узлов.
Па́ром турбозубчатые агрегаты питали восемь водотрубных котлов «Кампон» типа B. Четыре из которых имели нефтяное отопление (размещались в котельном отделении № 1), а ещё четыре смешанное (в котельных отделениях № 2 и 3). Рабочее давление пара — 18,3 кгс/см² при температуре 138 °C. Для отвода продуктов сгорания использовалась три дымовые трубы с правого борта, первые две шли от котлов нефтяного отопления, а третья — от имевших смешанное. Трубы имели механизм поворота, занимая штатно вертикальное положение, но отклоняясь на 90° и переходя в горизонтальное в случае проведения взлётно-посадочных операций. Такая конструкция также применялась и в ВМФ США — авианосцы «Лэнгли» и «Рейнджер» наряду с «Хосё» были её единственными носителями. Запасы топлива из 2700 тонн мазута и 940 тонн угля были необычайно большими для корабля таких размеров и позволяли ему пройти 8640 морских миль со скоростью 12 узлов.
Для питания корабельной электросети использовались пять электрогенераторов мощностью по 105 КВт (всего 525 КВт): четыре турбогенератора и один дизельный.

### Авиационное оборудование и вооружение
«Хосё» имел сплошную лётную палубу, длиной 168,25 м, использовавшую всю протяжённость корпуса. Её ширина на участке от центра и почти до самой кормы составляла 22,6 м. Передняя часть палубы (приблизительно 1/6 от общей длины, крепилась на стойках) была сделана клиновидной, с уклоном в 5° для придания самолёту дополнительного ускорения при взлёте. Кормовая часть также была суженной и опускающейся примерно на 1 метр — для облегчения захода на посадку и касания самолётов.
Разработка эффективного аэрофинишера оказалось наиболее сложной задачей, непосильной для японской промышленности на тот момент. Было испытано около 15 различных конструкций, прежде чем выбрали британскую систему с продольными тросами. Закуплена она была вслед за сообщениями капитана 3-го ранга Канэко, видевшего её использование не только на «Фьюриесе», но и на наземном аналоге палубы на острове Грэйн.
«Хосё» имел два отдельных и расположенных на разных палубах ангара. Передний, размером 67,2×9,5 м, находился на палубе полубака и в силу малой высоты предназначался только для небольших самолётов. Фактически в первые годы службы там размещались 9 истребителей-бипланов тип 10 (1MF, разработан работавшей в Японии группой Герберта Смита). Задний двухъярусный ангар находился на верхней палубе в корме, занимая по высоте две палубы, и состоял из двух частей размерами 16,5×14 (передняя) и 29,4×12 (задняя) метров. Там должны были размещаться шесть больших ударных самолётов (торпедоносцев) и шесть резервных машин. Первоначально в этом качестве планировалось использовать триплан тип 10 (1MT) высотой 4,46 метра, однако в силу непригодности для использования на авианосце он был заменён на биплан тип 13 (2MT, он же Мицубиси B1M). Для доставки самолётов на лётную палубу использовались два подъёмника: размером 10,35 на 7,86 метров в переднем ангаре и 13,71 на 6,34 метра в заднем. Для перемещения авиадвигателей использовались двери к стенах ангаров, обращённые к друг другу. В целом схема с двумя раздельными ангарами была главным минусом проекта и более на японских авианосцах не повторялась.
Поскольку мнения о тактическом применении авианосцев в то время сильно различались, «Хосё» нёс и четыре 140-мм орудия тип 3 с длиной ствола 50 калибров в одиночных щитовых установках, расположенных перед и после переднего ангара. Орудие было принято на вооружение ЯИФ в 1914 году, использовало 38-кг снаряды с начальной скоростью 850 м/с, скорострельность — 6-10 выстрелов в минуту, максимальная дальность — 19 100 м при угле возвышения 30°. В качестве средств ПВО использовались два 76,2-мм орудия тип 3 с длиной ствола 40 калибров, расположенных по краям лётной палубы спереди от заднего подъёмника. Орудие также было принято на вооружение ЯИФ в 1914 году, использовало унитарные выстрелы весом 9,43-10,22 кг с начальной скоростью 670 м/с, скорострельность до 13 выстрелов в минуту, максимальная дальность — 10 800 м, эффективная по высоте — 5300 м.

### Экипаж и условия обитаемости
Штатно экипаж «Хосё» включал 512 человек — 53 офицера и мичмана, 459 матросов и старшин.
Общая площадь кают командного состава равнялась 1137,06 м² (20,12 м² на человека), кубриков рядового — 1347,51 м² (3,717 м² на человека). Выделяемый в день объём пресной воды в 33 литра был одним из наибольших в ЯИФ, уступая только танкеру «Камои» (35,6 литров) и крейсеру «Такао» (34,2 литра).

## История службы

### Испытания авиационного оборудования и палубных самолётов
При вводе в строй на «Хосё» отсутствовала бо́льшая часть авиационного оборудования, в связи с чем лётные испытания на нём начались только в конце февраля 1923 года. Их первый этап выполнялся лётчиком-испытателем компании «Мицубиси» Уильямом Джорданом, ранее служившим в Королевских ВВС Великобритании. 22, 24 и 26 февраля он на истребителе тип 10 произвёл по три посадки на палубу «Хосё», шедшего в Токийском заливе 10-узловым ходом, скорость ветра над ним при этом варьировалась от 20 до 35 узлов. Единственный инцидент при этом был связан с первой посадкой 24-го числа, когда разрушился закреплённый на оси одного из  шасси гак — в результате начавшейся раскачки самолёт повредил винт, но тем не менее остановился более чем за 30 метров до конца посадочной части палубы. За посадками Джордана наблюдало и множество японских пилотов, некоторые из которых к тому времени уже отработали эту операцию на имитирующей палубу авианосца деревянной платформе, созданной компанией «Мицубиси», другие продолжали обучение на построенной флотом на пляже Оппама аналогичной конструкции.
Второй этап начался 13 марта, когда капитан 3-го ранга Брэкли (также бывший британский военный лётчик) дважды посадил на палубу гидросамолёт Виккерс «Викинг». Вслед за ним 14 16 и 17 марта по три посадки на истребителе тип 10 совершил капитан-лейтенант Сюнъити Кира, командир авиаотряда «Хосё», известный тем, что первым в Японии осуществил взлёт с корабельной стартовой платформы годом ранее, 29 марта 1922 года. Первая посадка 16 марта, однако, была полностью неудачной: машина Киры упала за борт, последующие две успешные посадки в тот день он делал на резервной. Хотя первые два этапа испытаний были направлены прежде всего на проверку пригодности авиационной техники и оборудования лётной палубы к проведению посадок, в случае Киры командование интересовалось и возможностями успешно сажать самолёт на палубу у лётчиков, прошедших обучение у британских инструкторов. Дело было в том, что Джордан высказал мнение об особых трудностях, с которыми сталкиваются японские пилоты при обучении этой операции, да и в ходе отработки посадок на наземную платформу было серьёзно повреждено несколько машин.
После небольших модификаций задней части палубы со 2 по 7 мая 20 июня 1923 года начался третий этап испытаний. Он проводился исключительно японскими лётчиками, включая Киру, лейтенантов Ёсио Камэи (ранее он 23 февраля 1923 года выполнил первый взлёт с палубы «Хосё») и Ацумаро Бабу и других слушателей специальных авиационных курсов. Основными его результатами стали предложения пилотов по усовершенствованию корабля, варьирующиеся от увеличения платформы прожекторов до замены уплотнителей подъёмников для предотвращения попадания капель дождя в ангары. По авиационной части единым было мнение, что островная надстройка с трёхногой мачтой только мешают обзору и должны быть удалены. Высказывались и за снятие грузового крана, уменьшение угла наклона носовой части лётной палубы (который представлял опасность при взлёте) и фиксацию дымовых труб в горизонтальном положении, с установкой системы охлаждения дыма. Также пилоты были недовольны малым размером ангаров и запрашивали, чтобы их самолёты были постоянно приписаны к «Хосё».
После продувок моделей в аэродинамической трубе Технического научно-исследовательского института ВМФ с 6 июня по 20 августа 1924 года «Хосё» прошёл модернизацию на верфи Арсенала флота в Йокосуке. Островная надстройка и трёхногая мачта были полностью срезаны. Мостик разместили на палубе полубака, перед носовым ангаром, теперь он предназначался как для управления кораблём, так и для проведения взлётно-посадочных операций. Располагавшиеся на том месте кабинет и каюта были перенесены в корму. Клиновидную носовую часть лётной палубы как по просьбам пилотов, так и по соображениям обзора с мостика сделали горизонтальной. Мачта на авианосце теперь была лёгкой однодревковой, крепившейся в носовой части на растяжках. Зенитные орудия, которые ранее было невозможно использовать одновременно с продольными аэрофинишерами, были перенесены к носу, где прежде находилась надстройка. Изменений в конструкции дымовых труб произведено не было, только в 1929 году их зафиксируют в вертикальном положении, а после модернизации 1935—1936 годов — в горизонтальном.
В ходе работ 19 июля 1924 года было принято решение о проведении четвёртого этапа испытаний, направленных как на проверку модифицированной лётной палубы, так и применению с неё торпедоносцев. Они начались в том же месяце и проходили вплоть до конца августа. С 1 сентября по 15 ноября «Хосё» был придан Первому флоту, постоянно действуя совместно с его кораблями. В этот период с 2 по 24 октября также выполнялись полёты авиагруппы из шести истребителей тип 10 и девяти ударных самолётов тип 13. Результатом испытаний стали новые изменения в авиационном оборудовании в ходе ремонта в Йокосуке с 10 марта по 2 июля 1925 года. Авианосец получил аварийный барьер, представляющий собой прочную сетчатую структуру, находившуюся за носовым подъёмником и препятствующую падению садящегося самолёта в его шахту или столкновению с готовящимися к взлёту машинами. Гидравлический механизм обеспечивал подъём и опускание барьера в течение трёх секунд.

### Межвоенный период
Окончание испытаний и первых усовершенствований позволило говорить о достижении «Хосё» операционной готовности. С 1 апреля 1928 года он вместе с «Акаги» образовал 1-ю дивизию авианосцев. К концу того же года истребители тип 10 в авиаотряде авианосца были заменены на новые тип 3 (Накадзима A1N2). В период с 4 по 27 марта 1929 на «Хосё» были установлены прожектора для проведения ночных посадок и подъёмники для бомб. При ремонте с 6 ноября по 4 февраля 1930 года была увеличена мощность двигателя самолётоподъёмника переднего ангара с 55 до 100 лошадиных сил. Наконец, в период с 15 ноября по 7 марта 1931 года были установлены аэрофинишеры конструкции Каябы и заменено покрытие лётной палубы.
29 января 1932 года 1-я дивизия авианосцев («Хосё» и «Кага») Третьего флота прибыла в Шанхай, где приняла участие в событиях, известных как Шанхайский инцидент. 5 февраля группа из трёх истребителей тип 3 (ведущий — капитан-лейтенант Мохатиро Токоро) и двух ударных самолётов приняла над Чжэньжу в районе Шанхая бой с девятью китайскими истребителями — первый в истории японской палубной авиации. Хотя японцы не заявляли о сбитых, один китайский пилот был ранен, но смог совершить посадку, другой же потерял контроль над повреждённым самолётом и разбился. Два дня спустя, 7 февраля, авиация с обоих авианосцев перебазировалась на аэродром Кунда в Шанхае. 26 февраля прикрывавшие в ходе налёта на аэродром Ханчжоу ударные самолёты с «Кага» и шесть истребителей тип 3 с «Хосё» приняли бой с пятью китайскими истребителями. Японцы заявили о трёх сбитых машинах противника — по одной записали на себя Токоро и старшина Сайто и ещё одну — звено капитан-лейтенанта Ацуми. 3 марта было объявлено о прекращении огня, 17-го 1-я дивизия авианосцев покинула китайские воды и 20-го вернулась в Японию.
В 1932 году «Хосё» получил два 7,7-мм пулемёта Виккерса, авиагруппа к тому времени состояла из истребителей тип 90 (Накадзима A2N) и ударных самолётов тип 89 (Мицубиси B2M). С 12 декабря 1932 по 27 января 1933 года было установлено светотехническое оборудование из огней опознавания с воздуха по обоим бортам палубы и огней управления посадкой с правого борта. С 15 мая по 9 июня 1933 года оказавшиеся ненадёжными аэрофинишеры Каябы были заменены на продольные аэрофинишеры типа Курэ модели 1, увеличена мощность двигателя самолётоподъёмника в заднем ангаре. Затем с 13 марта 1934 года были сняты продольные британские аэрофинишеры, очередной раз сменено покрытие лётной палубы. После инцидента с «Томодзуру» на «Хосё» с 15 июля по 22 ноября были проведены работы по улучшению остойчивости, которые, как потом оказалось, были недостаточными. Наконец, с 10 по 28 января 1935 года установили новые продольные аэрофинишеры — две пары типа Курэ модели 4 и одну пару французских типа Фьё, также были размещены сигнальное устройство и ещё один аварийный барьер.
В ходе инцидента с Четвёртым флотом 26 сентября 1935 года на «Хосё» в результате воздействия тайфуна обрушилась носовая оконечность лётной палубы. После того, как её свисающая секция было срублена, корабль малым ходом отправился обратно в Йокосуку. С 22 ноября по 31 марта на верфи арсенала флота «Хосё» прошёл модернизацию, включавшую следующие изменения:
- Лётная палуба укорочена до 165,25 метров, подпорки её носовой части усилены и увеличены в числе;
- Усилены носовая стенка переднего ангара и мостик, проведено частичное усиление ширстрека, скулового пояса обшивки, а также внешней обшивки заднего ангара для усиления продольной прочности;
- Изменено устройство перехода между ангарами;
- Старое зенитное вооружение снято и заменено шестью спаренными 13,2-мм пулемётами тип 93, разместившимися на платформах по краям лётной палубы;
- Для уменьшения верхнего веса сняты кран, механизм поворота труб и находившиеся на верхней палубе цистерны с авиабензином. Трубы были зафиксированы в горизонтальном положении с лёгким наклоном вниз, более эта конфигурация уже не менялась.

Метацентрическая высота авианосца на испытаниях после модернизации с учётом уложенных 726 тонн балласта составила 1,11 м в полном грузу (11 443 т), 0,93 м при загрузке в 2/3 от полной (10 707 т) и 0,08 м в облегчённом виде (8344 т).
После начала второй японо-китайской войны 1-я («Хосё» и «Рюдзё») и 2-я («Кага») дивизии авианосцев прибыли в район Шанхая 16 июля 1937 года. Они несли суммарно 84 самолёта: 27 истребителей тип 90, 26 пикирующих бомбардировщиков и 31 торпедоносец. В начале августа «Хосё» возвращался в Сасэбо, прибыв обратно в Шанхай 13-го числа. 16 августа ударные самолёты тип 92 (Йокосука B3Y) из его авиаотряда вылетали для бомбёжки китайского аэродрома, но не смогли попасть по цели из-за плохой погоды. Тем не менее, 18 августа они разбомбили занятый китайскими солдатами колледж в Шанхае, а 19 августа в ходе штурмовки аэродрома Ханчжоу уничтожили склад боеприпасов. 25 августа звено старшего лейтенанта Харутоси Окамото из трёх истребителя тип 90 с «Хосё» перехватило два китайских бомбардировщика Мартин 139WS, заявив об уничтожении одного из них.
1 сентября 1-я дивизия авианосцев покинула Шанхай, 2-5 сентября простояла в Сасэбо для пополнения запасов, и 21 сентября прибыла в район Гуанчжоу. Утром того же дня в ходе налёта на аэродромы Тяньхэ и Байюнь группа из 12 истребителей тип 90 (по 6 с каждого авианосца, ведущий — капитан 3-го ранга Ясуна Кодзоно с «Рюдзё») приняла бой с десятком или более китайских истребителей Кёртисс «Хоук II», заявив об уничтожении шести из них. На обратном пути, однако, пять машин с «Хосё» были вынуждены сесть на воду из-за выработки топлива, их пилоты были спасены японскими эсминцами. После полудня был проведён ещё один налёт, и девять истребителей тип 90 с «Хосё» снова встретились с десятью «Хоуками», заявив пять сбитых. 3—5 октября 1-я дивизия авианосцев перешла в Шанхай, где их самолёты перебазировались на аэродром Кунда. 17 октября «Хосё» покинул китайские воды, направляясь в Японию.
1 декабря 1937 года «Хосё» был выведен в резерв. В 1938 году на нём уже базировались истребители тип 95 (Накадзима A4N) с ударными самолётами тип 92. В 1939 году при ремонте в Йокосуке был увеличен размер подъёмников: переднего до 12,8×8,5 метров, заднего — до 13,7×7,0 метров. 12 августа было принято решение, что «Хосё» в мирное время должен использоваться как учебный авианосец, а в военное — в составе эскорта главных сил флота, пока на вооружении ещё остаются истребители тип 96 (Мицубиси A5M) и торпедоносцы тип 96 (Йокосука B4Y), на которые перевооружался его авиаотряд. Последнее планировалось только на случай генерального сражения, а до него корабль должен был использоваться для тренировки лётчиками выполнения посадок. Однако 23 декабря 1940 года была признана непригодность «Хосё» к использованию самолётов новых типов: истребителя тип 0 (Мицубиси A6M), пикирующего бомбардировщика тип 99 (Аити D3A) и торпедоносца тип 97 (Накадзима B5N). Основным его назначением стал эскорт главных сил и противолодочное патрулирование в составе 3-й дивизии авианосцев («Рюдзё» и «Дзуйхо»), флагманом которой он стал 12 августа 1941 года.
| Таблица ТТХ базировавшихся на «Хосё» палубных самолётов | Таблица ТТХ базировавшихся на «Хосё» палубных самолётов | Таблица ТТХ базировавшихся на «Хосё» палубных самолётов | Таблица ТТХ базировавшихся на «Хосё» палубных самолётов                  | Таблица ТТХ базировавшихся на «Хосё» палубных самолётов | Таблица ТТХ базировавшихся на «Хосё» палубных самолётов | Таблица ТТХ базировавшихся на «Хосё» палубных самолётов | Таблица ТТХ базировавшихся на «Хосё» палубных самолётов | Таблица ТТХ базировавшихся на «Хосё» палубных самолётов | Таблица ТТХ базировавшихся на «Хосё» палубных самолётов |
|                                                         | Экипаж                                                  | Мощность двигателя                                      | Вооружение                                                               | Размеры (размах крыльев, длина, высота)                 | Вес (пустого/взлётный)                                  | Скорость (максимальная/крейсерская)                     | Скороподъёмность                                        | Практический потолок                                    | Дальность/продолжительность полёта                      |
| Истребители корабельного базирования                    | Истребители корабельного базирования                    | Истребители корабельного базирования                    | Истребители корабельного базирования                                     | Истребители корабельного базирования                    | Истребители корабельного базирования                    | Истребители корабельного базирования                    | Истребители корабельного базирования                    | Истребители корабельного базирования                    | Истребители корабельного базирования                    |
| ------------------------------------------------------- | ------------------------------------------------------- | ------------------------------------------------------- | ------------------------------------------------------------------------ | ------------------------------------------------------- | ------------------------------------------------------- | ------------------------------------------------------- | ------------------------------------------------------- | ------------------------------------------------------- | ------------------------------------------------------- |
| Тип 10-2 (1MF3)                                         | 1                                                       | 300                                                     | 2 × 7,7-мм пулемёта (курсовые)                                           | 8,5 × 6,9 × 3,1 м                                       | 940 кг 1280 кг                                          | 213 км/ч                                                | 10 мин до 3000 м                                        | 7000 м                                                  | 2,5 часа                                                |
| Тип 3 (A1N2)                                            | 1                                                       | 450                                                     | 2 × 7,7-мм пулемёта (курсовые) 2 × 30 кг бомб                            | 9,7 × 6,5 × 3,3 м                                       | 882 кг 1375 кг                                          | 240,7 км/ч                                              | 6 мин 10 сек до 3000 м                                  | 7000 м                                                  | 2,5-3 часа                                              |
| Тип 90 (A2N1)                                           | 1                                                       | 460                                                     | 2 × 7,7-мм пулемёта (курсовые)                                           | 9,37 × 6,18 × 3,03 м                                    | 1045 кг 1550 кг                                         | 293 км/ч на 3000 м 166,7 км/ч                           | 5 мин 45 сек до 3000 м                                  | 9000 м                                                  | 500 км 3 часа                                           |
| Тип 95 (A4N1)                                           | 1                                                       | 670                                                     | 2 × 7,7-мм пулемёта (курсовые) 2 × 30 или 60 кг бомб                     | 10,0 × 6,64 × 3,07 м                                    | 1276 кг 1760 кг                                         | 352 км/ч на 3200 м 233,3 км/ч                           | 3 мин 30 сек до 3000 м                                  | 7740 м                                                  | 846,4 км 3,5 часа                                       |
| Тип 96 модель 24 (A5M4)                                 | 1                                                       | 710                                                     | 2 × 7,7-мм пулемёта (курсовые) 2 × 30 кг бомб                            | 11,0 × 7,56 × 3,27 м                                    | 1216 кг 1671 кг                                         | 435 км/ч на 3000 м 235 км/ч                             | 3 мин 35 сек до 3000 м                                  | 9800 м                                                  | 1200 км                                                 |
| Ударные самолёты корабельного базирования               |                                                         |                                                         |                                                                          |                                                         |                                                         |                                                         |                                                         |                                                         |                                                         |
| Тип 13-1 (B1M1)                                         | 2                                                       | 450                                                     | 2 × 7,7-мм пулемёта (турельные) 450-мм торпеда или две 240 кг бомбы      | 14,77 × 9,77 × 3,5 м                                    | 1442 кг 2697 кг                                         | 209,3 км/ч                                              | ?                                                       | 4500 м                                                  | 2,6 часа                                                |
| Тип 89 (B2M1)                                           | 3                                                       | 650                                                     | 2 × 7,7-мм пулемёта (курсовой и в турели) 450-мм торпеда или 800 кг бомб | 15,22 × 10,22 × 3,71 м                                  | 2260 кг 3600 кг                                         | 213 км/ч                                                | 18 мин до 3000 м                                        | ?                                                       | 1778 км                                                 |
| Тип 92 (B3Y1)                                           | 3                                                       | 600                                                     | 2 × 7,7-мм пулемёта (курсовой и в турели) 450-мм торпеда или 500 кг бомб | 13,5 × 9,5 × 3,73 м                                     | 1850 кг 3200 кг                                         | 218,5 км/ч                                              | ?                                                       | ?                                                       | 4,5 часа                                                |
| Тип 96 (B4Y1)                                           | 3                                                       | 840                                                     | 1 × 7,7-мм пулемёт (в турели) 450-мм торпеда или 500 кг бомб             | 15,0 × 10,15 × 4,36 м                                   | 2000 кг 3600 кг                                         | 278 км/ч                                                | 14 мин на 3000 м                                        | 6000                                                    | 1575 км                                                 |

### Вторая мировая война
После начала Тихоокеанской войны 7 декабря 1941 года «Хосё» и «Дзуйхо» вышли в море вместе с главными силами из восьми линкоров (флаг адмирала Исороку Ямамото на «Нагато»), семи крейсеров и двадцати восьми эсминцев. 8 декабря в 8:30 корабли прошли пролив Бунго и направились навстречу возвращающемуся после проведения Гавайской операции авианосному соединению вице-адмирала Тюити Нагумо. Поздно вечером 10 декабря была замечена подводная лодка противника, и «Хосё» поднял свои ударные самолёты тип 96 для её преследования. Вскоре после этого в темноте авианосец и сопровождавшие его три эсминца потеряли контакт с эскадрой и утром 11-го были обнаружены с воздуха в 500 морских милях от неё, восточнее островов Бонин. На обратном пути 12 декабря самолёты с «Хосё» обнаружили подводную лодку, безуспешно атакованную эсминцем «Санаэ», в тот же день корабли вернулись в Курэ.
С декабря 1941 по апрель 1942 года 3-я дивизия вместе с приданным ей эсминцем «Микадзуки» пробыла в Внутреннем море, занимаясь лётной подготовкой. 1 апреля «Хосё» был исключён из её состава и переведён в прямое подчинение Первому флоту. 18—22 апреля он после рейда Дулиттла вместе с другими кораблями выходил на перехват американских авианосцев.
29 мая в 6:00 «Хосё» вместе с главными силами вышел из Хасирадзимы для участия в операции MI. Утром 3 июня он поднимал свои торпедоносцы для поисков потерявшихся в тумане крейсера «Сэндай» и эсминца «Исонами», найденных только в 13:15 на удалении в 43 морские мили. 4 июня «Хосё» вместе с эсминцем «Юкадзэ» отделился от эскадры и направился для поддержки южной группы. На рассвете 5 июня был получен приказ Ямамото о вылете всех восьми B4Y для поиска кораблей Нагумо. Его результатом стало обнаружение одним из самолётом уцелевших после боя единиц. Несколько позже, около 7:00, другая машина, пилотируемая мичманом Сигэо Накамурой, обнаружила ещё находящийся на плаву горящий корпус авианосца «Хирю», который заснял на камеру командир экипажа лейтенант Киёси Онива. Онива доложил о замеченных на борту выживших, но остов затонул около полудня до того, как его достиг посланный эсминец «Таникадзэ». На базу «Хосё» вернулся 14 июня.
20 июня 1942 года авианосец был переподчинён Первому воздушному флоту, оставшиеся самолёты тип 96 с него были сгружены на берег. 14 июля «Хосё» был придан Третьему флоту (с 20 октября вошёл в его состав и административно) для использования в целях подготовки лётчиков, с постоянным эскортом из эсминца «Юкадзэ». С 15 по 23 сентября он прошёл докование в Курэ. 15 января 1943 года «Хосё» вместе с «Рюхо» образовали 50-ю дивизию авианосцев Третьего флота. С 1 января по 20 февраля 1944 года «Хосё» входил в состав 51-й воздушной (учебно-боевой) флотилии 12-го воздушного флота, затем и вплоть до конца войны подчинялся напрямую Объединённому флоту. Всё это время корабль не покидал Внутреннего моря. С 27 марта по 26 апреля 1944 года «Хосё» прошёл модернизацию для обеспечения возможности посадки новых торпедоносцев «Тэндзан» (Накадзима B6N) и пикирующих бомбардировщиков «Суйсэй» (Йокосука D4Y). Полётная палуба была удлинена до 180,8 метров, ширина её увеличена до 10,0 метров в носу, 22,7 — в центральной части и 14,0 — в корме. Были установлены шесть аэрофинишеров Курэ тип 3 моделей 10 и 11, а также аварийный барьер типа Кугисё модели 3. 140-мм орудия сняли, вместо них установлено около двадцати одиночных 25-мм зенитных автоматов тип 96. Каких-либо модификаций подъёмников и ангаров не проводилось в связи с тем, что постоянного базирования самолётов на «Хосё» более не предполагалось. Значительное удлинение и расширение лётной палубы привело к росту верхнего веса и снижению остойчивости до опасного значения, но угроза опрокидывания не была значительной при походах только во Внутреннем море и при благоприятных погодных условиях.
3 января 1945 года «Хосё» в Курэ проводил учения вместе с авианосцем «Кайё», кораблём-целью «Сэтцу» и эсминцем «Юкадзэ». 20 января он участвовал в торпедных стрельбах 453-й авиагруппы и подводной лодки Ха-106. 2 февраля самолёты с него отработали по учебной цели, намеченные же на 26 февраля учения с 762-й авиагруппой были отменены из-за налёта американской авиации. 9 марта были проведены пуски авиаторпед, в том числе с использованием пяти боевых. 11 марта 252-я авиагруппа с авианосца отрабатывала атаки на «Сэтцу». 19 марта при налёте американской авиации на Курэ «Хосё» был повреждён в результате попадания трёх лёгких авиабомб, на нём погибли шесть человек, а в лётной палубе образовались четыре пробоины. В силу того, что диаметр наибольшей из них был около метра, они были быстро заделаны — с 21 по 27 марта. 20 апреля авианосец был переведён в резерв третьей категории, 1 июня — уже в резерв четвёртой категории, экипаж сокращён до 50 %. С 5 июля окрашенный в камуфляжную окраску «Хосё» стоял у пляжа Нисиномисима, южнее стоянки «Рюхо», где 24 июля получил лёгкие повреждения при очередном налёте на Курэ. 26 июля 1945 года он перешёл из Курэ в Модзи — ранее этот переход откладывался из-за работ по разминированию Симоносекского пролива. Повреждения были исправлены в течение 15 дней, и там корабль простоял до капитуляции Японии 2 сентября.

### После окончания войны
«Хосё» был исключён из списков ЯИФ 10 октября 1945 года, но продолжил службу в качестве репатриационного судна. Для этих целей была срезана передняя часть лётной палубы, а ангары приспособлены для размещения людей. Экипаж на тот момент состоял из 41 офицера (в том числе 10 токуми сикан и 6 мичманов) и 369 матросов и старшин. До исключения из службы репатриации 15 августа 1946 года корабль совершил девять рейсов (в том числе на атоллы Эниветок, Вотье и Вевак), перевезя около 40 тысяч японских военнослужащих и гражданских лиц, затем 31 августа его передали министерству внутренних дел. Со 2 сентября по 1 мая 1947 года «Хосё» был разделан на металл в Осаке на верфи «Кёва» (ранее «Хитати дзосэн Сакурадзима»), завершив свою 24-летнюю историю.

## Капитаны корабля
- 13.11.1921 — 1.4.1923 капитан 1 ранга (тайса) Дзиро Тосима (яп. 豊島二郎)[20];
- 1.4.1923 — 1.12.1923 капитан 1 ранга (тайса) Хэйдзабуро Фукуё (яп. 福興平三郎)[20];
- 1.12.1923 — 15.4.1925 капитан 1 ранга (тайса) Рютаро Умэдзу (яп. 海津良太郎)[20];
- 15.4.1925 — 1.11.1926 капитан 1 ранга (тайса) Сэйдзабуро Кобаяси (яп. 小林省三郎)[20];
- 1.11.1926 — 1.11.1927 капитан 1 ранга (тайса) Гиитиро Кавамура (яп. 河村儀一郎)[20];
- 1.11.1927 — 10.12.1928 капитан 1 ранга (тайса) Киёси Китагава (яп. 北川清)[20];
- 10.12.1928 — 30.11.1929 капитан 1 ранга (тайса) Горо Хара (яп. 原五郎)[20];
- 30.11.1929 — 1.12.1930 капитан 1 ранга (тайса) Хидэхо Вада (яп. 和田秀穂)[20];
- 1.12.1930 — 14.11.1931 капитан 1 ранга (тайса) Эйдзиро Кондо (яп. 近藤英次郎)[20];
- 14.11.1931 — 1.12.1932 капитан 1 ранга (тайса) Рокуро Хориэ (яп. 堀江六郎)[20];
- 1.12.1932 — 20.10.1933 капитан 1 ранга (тайса) Тэйдзо Мицунами (яп. 三並貞三)[20];
- 20.10.1933 — 15.11.1934 капитан 1 ранга (тайса) Рокукити Такэда (яп. 竹田六吉)[20];
- 15.11.1934 — 12.6.1935 капитан 1 ранга (тайса) Сэйго Ямагата (яп. 山縣正郷)[20];
- 12.6.1935 — 15.11.1935 капитан 1 ранга (тайса) Кокити Тэрада (яп. 寺田幸吉)[20];
- 15.11.1935 — 16.11.1936 капитан 1 ранга (тайса) Мунэтака Сакамаки (яп. 酒巻宗孝)[20];
- 16.11.1936 — 16.10.1937 капитан 1 ранга (тайса) Рюносукэ Кусака (яп. 草鹿竜之介)[20];
- 16.10.1937 — 15.11.1939 капитан 1 ранга (тайса) Такацуги Дзёдзима (яп. 城島高次)[20];
- 15.11.1939 — 20.8.1940 капитан 1 ранга (тайса) Каку Харада (яп. 原田覚)[20];
- 20.8.1940 — 11.11.1940 капитан 1 ранга (тайса) Усиэ Сугимото (яп. 杉本丑衛)[20];
- 11.11.1940 — 5.9.1941 капитан 1 ранга (тайса) Томодзо Кикути (яп. 菊池朝三)[20];
- 5.9.1941 — 1.8.1942 капитан 1 ранга (тайса) Каору Умэтани (яп. 梅谷薫)[20];
- 1.8.1942 — 15.11.1942 капитан 1 ранга (тайса) Бундзиро Ямагути (яп. 山口文次郎)[20];
- 15.11.1942 — 5.7.1943 капитан 1 ранга (тайса) Кацудзи Хаттори (яп. 服部勝二)[20];
- 5.7.1943 — 18.12.1943 капитан 1 ранга (тайса) Такэо Кайдзука (яп. 貝塚武男)[20];
- 18.12.1943 — 1.3.1944 капитан 1 ранга (тайса) Ёси Мацуура (яп. 松浦義)[20];
- 1.3.1944 — 6.7.1944 капитан 1 ранга (тайса) Киёси Кода (яп. 国府田清)[20];
- 6.7.1944 — 5.3.1945 капитан 1 ранга (тайса) Юдзиро Мурота (яп. 室田勇次郎)[20];
- 5.3.1945 — 18.5.1945 капитан 1 ранга (тайса) Сюити Осуга (яп. 大須賀秀一)[20];
- 18.5.1945 — 20.9.1945 капитан 1 ранга (тайса) Кэйдзи Фурутани (яп. 古谷啓次)[20];
- 20.9.1945 — ? капитан 1 ранга (тайса) Кунидзо Канаока (яп. 金岡国三)[20].